# Антонюк, Василий Иванович
Василий Иванович Антонюк (1959—2008) — украинский художник, общественный деятель, участник многих арт-проектов
В 1982 году окончил Пензенское художественное училище им. К. А. Савицкого (станковая живопись, преподаватель Жаков Герман Васильевич).
В 1992 году окончил Харьковский Художественно-Промышленный Институт (монументально-декоративная роспись, преподаватели — Быков Евгений Иванович и Куликов Виталий Николаевич).
Выставляется с 1990 года.
С 1992 — Член молодёжного отделения Союза художников.
С 1995 — Член Союза Художников Украины
Работы находятся в частных коллекциях, Харьковском художественном музее, в Музее Переделкино, коллекция Евтушенко Е.А.

## Основные выставки
1997 Участие в международном проекте живописи «Лицом к лицу», Черновцы, Украина.
1998 ІІІ Международный Арт Фестиваль, Киев;
1999 «Мания величия…», Харьков, Городская Художественная Галерея;
2000 «Царский проект», Магдебург, Германия;
2001 проект «Кисельные Берега», Харьков, Городская Художественная Галерея;
2002 «Зимний Ассамбляж», Харьков, Городская Художественная Галерея;
2002 Проекты «Кисельные берега» и "Любовь, похожая на «Song», с Владимиром Гуличем, Харьков, Фестиваль «Культурные герои».
2002 — Фестиваль «Культурные герои», проект "Любовь, похожая на «Song», с Владимиром Гуличем, галерея «RA», Киев.
2002 "Любовь, похожая на «Song» с Владимиром Гуличем, Чернигов.
2002 «Мемориал Г. А. Бондаренко», Харьков, Городская Художественная Галерея.
2005 «Версии». Совместный проект Василия Антонюка, Елены Кудиновой, Андрея Гладкого и Сергея Горюнова. Харьков, Городская Художественная Галерея;
2006 «Праздничные версии». Совместный проект Василия Антонюка, Елены Кудиновой, Андрея Гладкого, Алексея Борисова. Харьков, Городская Художественная Галерея;
2006 «Сезонная миграция». Николаев, Галерея «На Спасской»;
2006 1-й симпозиум современного искусства «Бирючий 006» — «Ландшафт для героя», Artzebs — gallery, Запорожье;
2007 «Зеркало» и «Песни моря» (совместно с Владимиром Гуличем), галерея «Ленин», Запорожье.
2007 2-й симпозиум современного искусства «Бирючий 007» — «Хиппи Е!», Artzebs — gallery, Запорожье;
2008 3-й симпозиум современного искусства «Бирючий 008» — «Хто ты е?», Artzebs — gallery, Запорожье.
Работы находятся в частных коллекциях Франции, США, Англии, Германии, Канады.
Выставка, посвященная памяти Василия Антонюка «Вася, до свидания!»
прошла в начале февраля в Харьковской «Муниципалке». Работы на выставке — фрагменты проектов Василия, предоставленные родственниками, друзьями, коллекционерами.
Работы, выполненные шариковой ручкой, для проекта в Магдебурге.
Проект «Кисельные берега» «Любовь похожая на song». Василий Антонюк и Владимир Гулич. Лауреат Всеукраинского фестиваля Культурный герой, Харьков.

Кисельные берега — страна грёз.
Это место — мечта. Это влюбиться в девушку неземной красоты, очки — „навигатор“, белый шарф, лайковые перчатки, розовый Кадиллак.
Это без сомнения SEX, DRUGS, ROK-N-ROLL.
К кисельным берегам уезжают наши друзья в Америку, Израиль, Бразилию и дальше.
Это что-то совсем неизвестное и неизведанное, о чём мечтаешь в детстве.
Кисельные берега — это что — то ускользающее и убегающее, приобрести навсегда которое не возможно, и, и оказавшись в назначенном месте, возможно не найдешь ожидаемого.

Основой проекта стали принты выполненные ручным способом на ткани «вафельной» и текстиль с кинетическим рисунком.
Подписями к принтам на ткани стали описания женщин из произведений Энди Уорхола и Владимира Набокова.